# Преображенский монастырь (Капхён)
Преображенский монастырь (кор. 구세주 변모 수도원을) — единственный женский православный монастырь Корейской митрополии Константинопольской православной церкви, расположенный в уезде Капхёне в Республике Корея.

## История
Монастырь был учреждён в 45 км к северу от Сеула митрополитом Сотирием (Трамбасом) и освящен 3 октября 1988 года как первая православная женская обитель в Корее.
В монастыре на втором этаже здания устроен домовый храм, а также имеются две часовни: Святых Апостолов и Святого Иоанна Крестителя.
В 2000 году по благословению митрополита Новозеландского Дионисия (Псиахаса) (экзарх Кореи) был учреждён праздник в честь 24 святых, частицы мощей которых находятся в монастыре. Эти святые, память которых празднуется 3 октября, изображены на чтимой храмовой иконе обители. В их числе греческие и русские святые: великомученик Пантелеимон, преподобный Серафим Саровский, преподобномученица великая княгиня Елисавета, благоверный князь Пётр Муромский, святитель Иннокентий Московский, святитель Нектарий Эгинский, преподобный Силуан Афонский. Частицы мощей русских святых были пожертвованы архиепископом Владивостокским и Приморским Вениамином (Пушкарём). Имеется также частица Животворящего Креста Господня.
В обители проживает одна корейская инокиня Агафия. Также сам митрополит Сотирий (Трамбас) пребывал на покое в стенах обители, продолжая заниматься переводами богослужебных текстов на корейский язык. После кончины митрополит был захоронен в монастыре в новопостроенном склепе.